# Sámal (Bataán)
Sámal es un municipio de Cuarta Clase de la provincia en Bataán, Filipinas. De acuerdo con el censo del 2000, tiene una población de 27,410 en 5,429 hogares. El alcalde es Rolando Z. Tigas.

## Barangays
Sámal está políticamente subdividido en 14 barangays.
- Calaguiman Este (Pob.)
- Daang Bago Este (Pob.)
- Ibaba (Pob.)
- Imelda
- Lalawigan
- Palili
- San Juan (Pob.)
- San Roque (Pob.)
- Santa Lucía
- Sapa
- Tabing Ilog
- Gugo
- Calaguiman Oeste (Pob.)
- Daang Bago Oeste (Pob.)